# 阿維爾達

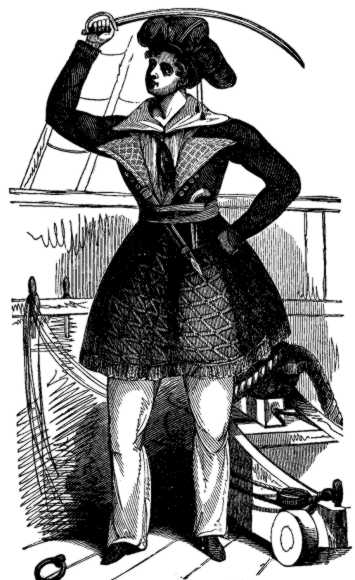
《The Pirates Own Book》中所描繪的阿維爾達，此書於1837年出版

 阿維爾達（英語：／）被認為是歷史上最古老的女海盜之一，主要活躍於北歐波羅的海。有些歷史學家質疑她是否真實存在過。
有時她的名字會被錯誤的拼寫成「Alwida」（阿爾維達），而這種拼法在日本相當普遍，日文中她的譯名「 arubida」也以Alwida的發音為基礎。

## 傳說
阿維爾達的父親錫納德斯是五世紀斯堪地那維亞的一名國王，據說國王為阿維爾達安排了一場婚姻，對象是丹麥王儲阿爾夫，但阿維爾達拒絕這樁婚事。她和她的一些女性朋友打扮成水手的樣子，強佔一艘船並逃到了波羅的海。
在航行途中，她們遇到一艘剛失去船長的海盜船，而海盜們推舉阿維爾達來當她們的新任船長。丹麥國王派他的兒子阿爾夫率一艘海軍艦艇來與這些「令人惱怒的」海盜們作戰 。阿爾夫王子和他的船員登上了她們的船，並順利在戰鬥中取得優勢。阿維爾達顯然對王子的勇氣印象深刻，因為她最後表明了她的真實身分，並表示願意嫁給阿爾夫。他們在船上結婚，最後兩人分別當上了丹麥國王和王后，並過著幸福快樂的日子。

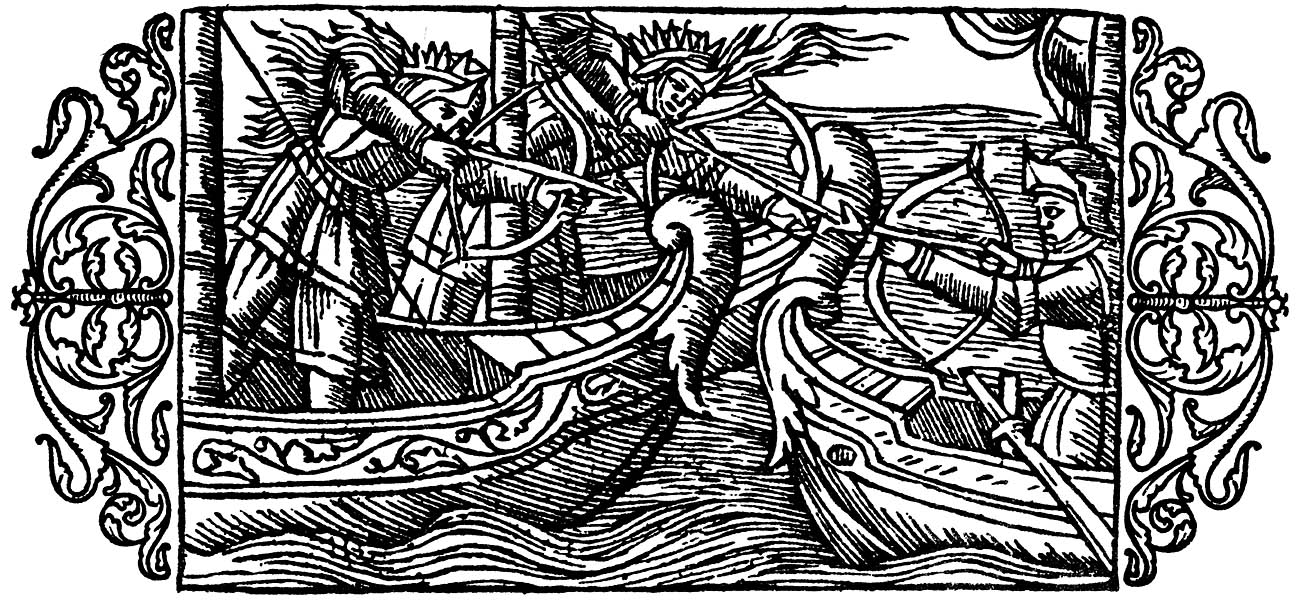
兩名女戰士和一名戰士正在打海戰，從女戰士們頭上戴著的王冠可以看出她們是王室成員。此圖來自奧勞斯·馬格努斯1555年的著作《A Description of the Northern Peoples》。

## 大眾文化中的阿維爾達
- 《Re Torrismondo》，義大利詩人托爾夸托·塔索筆下最知名的悲劇，故事中的主角，挪威公主「Alvida」以阿維爾達為原型。
- 《ONE PIECE》，尾田榮一郎所創作的日本漫畫。故事中的一名女海賊亞爾麗塔（Alvida）名字取自阿維爾達。
- 《大帝國》，ALICESOFT公司開發的日本成人遊戲，其中北歐聯盟的公主亞爾薇塔（日语：アルビルダ）名字原型。
- 《怪物彈珠》，日本手機遊戲。
- 《龍族拼圖》，日本手機遊戲。
- 《女神異聞錄：夜幕魅影》，作為新井素羽的人格面具

## 外部連結
- The Straight Dope bulletin board
- The Pirate's Own at Scribd （页面存档备份，存于）